# Безквитковий проїзд
Безквитковий проїзд — адміністративне правопорушення, проїзд у громадському транспорті, потязі, автобусах без квитка у випадках, коли перевезення особи без квитка заборонено.

## Підстави для відповідальності і заходи стягнення
Відповідно до Правил користування міським наземним пасажирським транспортом міста Києва, затверджених Київською міською радою, Правил надання послуг пасажирського автомобільного транспорту, Правил надання населенню послуг з перевезень міським електротранспортом, затверджених Кабінетом Міністрів України, пасажир зобов'язаний придбати квиток, який надає право на разовий проїзд у міському транспорті, до того часу, як він доїде до наступної зупинки, або мати при собі посвідчення, яке засвідчить його право на пільговий проїзд. Крім того, вказана особа зобов'язана на вимогу контролерів чи інших осіб, яким надано право контролю, пред'явити для перевірки документи на право проїзду. При цьому продаж квитків віднесено до обов'язків кондукторів.
Якщо особа не сплатила проїзд, проїзд багажу, має недійсні документи, що посвідчують право на пільги, вона підлягає адміністративній відповідальності за ч.2 ст. 135 Кодексу України про адміністративні правопорушення. Адміністративна відповідальність виражена штрафом у двадцятикратному розмірі вартості проїзду. Штраф накладають контролери та деякі інші особи; стягнення виконується на місці правопорушення, відповідно до ст. 258 КУпАП протокол про адміністративне правопорушення не складається, порушнику видається квитанція встановленого зразка. Крім того, особа зобов'язана сплатити вартість проїзду. Якщо пасажир відмовляється сплатити штраф, він має бути висаджений на найближчій зупинці, а в разі злісної непокори — доставлений до найближчого органу внутрішніх справ.
Відповідно до Правил поведінки громадян на залізничному транспорті, затверджених Постановою Кабінету Міністрів України, пасажир, який бажає скористатися послугами Укрзалізниці, для проїзду у вагонах зобов'язаний пред'явити проїзні квитки та інші документи, які надають право проїзду, провіднику поїзда чи іншій особі, яка має право контролю. Якщо пасажир знаходиться у поїздах приміського, місцевого чи дальнього сполучення без квитка, він притягається до відповідальності за ч.1 ст. 135 КУпАП (і частково ч.4 ст. 135) і повинен сплатити штраф у десятикратному розмірі вартості проїзду.
Аналогічно пасажир, який користується послугами автомобільного транспорту (їздить автобусами приміського, місцевого, міжміського чи міжнародного сполучення), відповідно до Правил надання послуг пасажирського автомобільного транспорту, затверджених Постановою Кабінету Міністрів України зобов'язаний мати при собі квиток на проїзд (організація, яка здійснює транспортні перевезення, зі свого боку, зобов'язана забезпечити можливість придбання цих квитків пасажирами), квитанцію на перевезення багажу та документи, які надають право на пільговий проїзд (за потреби). За відсутності квитка особа не допускається до перевезення, а в разі порушення цієї вимоги притягається до адміністративної відповідальності за ч.3, 4 ст. 135 КУпАП — штраф у десятикратному розмірі вартості проїзду.
Пасажир, який не сплатив вартість проїзду на суднах водного транспорту, підлягає відповідальності за ч.5 ст. 135 КУпАП — штраф у п'ятикратному розмірі вартості проїзду.

## Склад правопорушення
- Об'єктом правопорушення є суспільні відносини у сфері транспорту.
- Об'єктивна сторона правопорушення характеризується безпосереднім проїздом у пасажирському транспорті (у поїздах, в автобусах, міському транспорті, електричках) без наявності документа, що посвідчує право на проїзд. Крім того, з огляду на те, що пасажири без квитків переважно не допускаються до проїзду в поїздах, вони часто вдаються до певних дій щодо незаконного доступу до потягів.
- Суб'єктом правопорушення може бути будь-яка особа, яка досягла 16 років.
- Суб'єктивна сторона правопорушення характеризується умислом (умисне ухилення від сплати проїзду) або необережністю (пасажир забув про необхідність сплати проїзду).

## В інших країнах
Дане правопорушення присутнє не лише в українському законодавстві. «Зайці» (особи без квитка) притягаються до відповідальності в Російській Федерації (це питання регулюється на рівні суб'єктів РФ), Білорусі (ст. 18.28 Кодексу Білорусі про адміністративні правопорушення), Азербайджані (ст. 319 Кодексу Азербайджанської Республіки про адміністративні проступки), в Казахстані (ч.2 ст. 622 Кодексу Казахстану про адміністративні правопорушення), Сполученому Королівстві (London Regional Transport (Penalty fares) Act 1992, статті 4, 5 [Архівовано 7 січня 2012 у Wayback Machine.], Regulation of Railways Act 1889, стаття 5 [Архівовано 19 липня 2012 у Wayback Machine.]) та інших країнах.